# 森保一

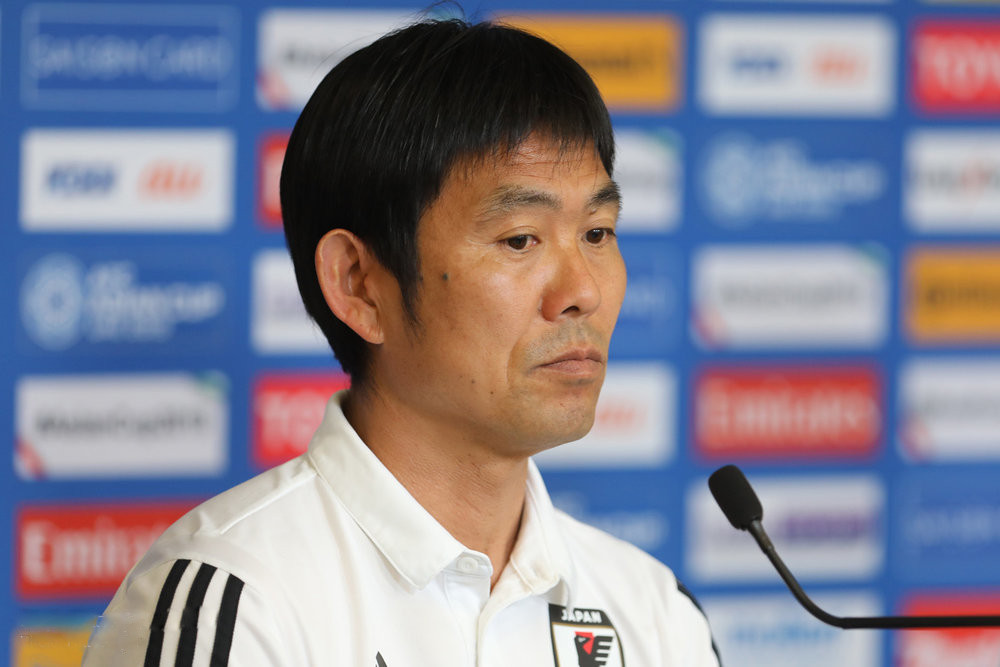
2019年

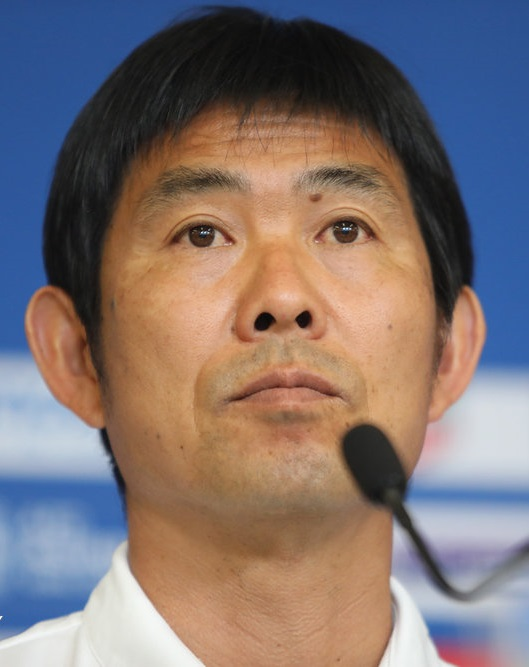
2019年

森保一（日语：／ Moriyasu Hajime，1968年8月23日—），已退役日本足球運動員，前日本國家足球隊成員，現任日本國家足球隊主教練。

## 球員生涯
1968年8月23日森保一出生於靜岡縣掛川市，但由於父親從事造船業，從小先後移居名古屋市、橫須賀市、佐賀縣唐津市，從小學一年級開始在長崎市定居。森保一從小學五年級開始正式踢足球，1987年，19歲的森保一因結識日本足球聯盟（JSL）馬自達（現廣島三箭）的高中教練兼總經理今西和夫而加入俱樂部。 1989年高中三年級的時候，森保一在JSL乙級聯賽中首次亮相並打進了第一個進球，1991年森保一正式與馬自達簽下職業合約。
森保一的15年的足球生涯不是太過出色，作為一名防守中場，他擅長踢後腰位置，在廣島三箭、京都不死鳥、仙台維加泰等俱樂部效力，職業生涯出場435次，打進48球。國家隊方面森保一首次代表日本國家隊出場是1992年5月31日對陣阿根廷，森保一共為日本國家隊出場35次，攻入一球。

## 執教生涯
退役後曾經是日本U20青年隊的教練，在亞洲青年錦標賽上帶隊獲得過亞軍。
2011年賽季日職聯賽結束後，廣島三箭的赤字達到了2億6500萬日元，由於聯賽的嚴格准入制度，不能財務收支平衡達標的球隊將被降級，俱樂部只能縮減人力資源費用，所有球員降薪，不再和已經帶隊6年的塞爾維亞籍教練米哈伊洛·彼得洛維奇以年薪8000萬日元續約。任命了和高木琢也同時代的日本國腳，一直在俱樂部擔任強化競訓部部長的森保一作為主帥。這也是森保一第一次帶職業聯賽球隊。
球隊在2012年賽季日職聯賽除了第二輪一度跌入第8名之外，一直處於上升，從下半年第18輪開始排名榜首，在16輪中14輪排名第一，就此一直領先，奪取了冠軍。
2013年、2015年他又率領廣島三箭奪得日職聯賽冠軍，創造了4年內3次奪冠的記錄，他也獲得了2015年日本最佳主教練等榮譽。
2017年森保一成為日本國奧隊主教練。在2018年世界杯，森保一作為西野朗的助手參加了世界杯。
2018年7月26日，日本足球協會在發佈會上宣佈，日本國奧主帥森保一正式擔任國家隊主帥。此番森保一也將會成為日本歷史上第二位兼任國奧與國家隊主帥的教練，此前菲利普·特魯西埃曾經身兼國奧與國家隊主帥一職。
2022年11月23日，2022年國際足協世界杯，日本隊首場分組賽殺退4屆冠軍德國隊，贏得國家隊史上重大勝利。
2022年11月27日，1:0輸給哥斯大黎加。
2022年12月1日，在賽前不被看好的情況下，日本隊2-1戰勝西班牙，森保一帶領球隊以小組首名的身份晉級淘汰賽階段，但在16強賽点球大战輸給克羅地亞，連續兩屆均在十六強出局。
2023年11月1日，森保一当选亚足联2022年度最佳男足主教练。

## 外部連結
- National Football Teams （页面存档备份，存于）
- Japan National Football Team Database
- ナショナルコーチングスタッフ｜日本代表｜JFA ｜日本サッカー協会 （页面存档备份，存于）